# Doryphallophora megacephala
Doryphallophora megacephala is een kreeftachtigensoort uit de familie van de Doryphallophoridae. De wetenschappelijke naam van de soort is voor het eerst geldig gepubliceerd in 1983 door Lincoln & Boxshall.